# Plutonia machadoi
Plutonia machadoi es una especie de babosa endémica de la isla de Gran Canaria. Se encuentra asociada con la laurisilva canaria, hábitat que ocupa actualmente menos del 1% de su distribución original en la isla, lo que ha llevado a esta especie a tener un área de ocupación de tan sólo 1 km² en el tramo alto del Barranco de la Virgen, por encima de Valsendero, localidad del municipio de Valleseco.
Se encuentra incluida en el Catálogo de Especies Amenazadas de Canarias como especie en peligro de extinción.